# Asociativita
Asociativita je v algebře vlastnost binární operace, která znamená, že nezáleží, jak použijeme závorky ve výrazu, kde je více operandů, tedy v jakém pořadí budeme tento výraz počítat. Například operace sčítání čísel je asociativní, takže {\displaystyle 1+2+3=(1+2)+3=1+(2+3)}.
V informatice se často název asociativita používá i pro operace, které asociativní v matematickém smyslu nejsou. Pak rozlišujeme asociativitu zleva doprava, jaká je například u odečítání, kdy a - b - c znamená (a - b) - c, a asociativitu zprava doleva, jaká je třeba u umocňování, kde a ↑ b ↑ c znamená a ↑ (b ↑ c) (místo ↑ se v některých programovacích jazycích používá **, v jiných ^).

## Definice
Binární operace ∗ (tj. abstraktní operace se dvěma operandy symbolizovaná znakem ∗) je na množině S asociativní, jestliže platí
(x ∗ y) ∗ z = x ∗ (y ∗ z)
pro každé x, y a z v S.

## Příklady
Nejznámější příklady asociativních binárních operací jsou sčítání (a + b) a násobení (a . b) reálných čísel.
(2 + 3) + 8 = 5 + 8 = 13 = 2 + 11 = 2 + (3 + 8)
(7×3)×2 = 21×2 = 42 = 7×6 = 7×(3×2)
Další ukázky asociativních binárních operací jsou například: sčítání a násobení komplexních čísel, sčítání vektorů, průnik a sjednocení množin, operace maximum a minimum.
Mezi binární operace, které nejsou asociativní, patří například odčítání (a − b), dělení (a : b) a umocňování (ab) čísel nebo vektorové násobení vektorů.
{\displaystyle 2-(3-1)=0\quad \neq \quad -2=(2-3)-1}.
{\displaystyle 2^{(2^{3})}=2^{8}=256\quad \neq \quad 64=4^{3}=(2^{2})^{3}}
U neasociativních operací je tedy třeba buď důsledně závorkovat, nebo se dohodnout na implicitním pořadí provádění operací – pak se někdy mluví o operacích asociativních zleva či asociativních zprava. Z předvedených příkladů je odčítání levě asociativní, výraz 10 − 5 − 3 se chápe jako (10 − 5) − 3, naopak umocňování je asociativní zprava, {\displaystyle 2^{3^{4}}=2^{\left(3^{4}\right)}} (neboť levá asociativita by u mocnění byla neužitečná – stejného výsledku lze díky pravidlům pro mocniny zapsat pomocí součinu exponentů: {\displaystyle (2^{3})^{4}=2^{3\cdot 4}}).

## Vlastnosti
Asociativita operace je důležitá, protože umožňuje nepoužívat závorky a např. zavést mocniny s přirozeným mocnitelem.